# تلبقا
قرية تلبقا هي إحدى القرى التابعة لمركز كوم حمادة في محافظة البحيرة في جمهورية مصر العربية. حسب إحصاءات سنة 2006، بلغ إجمالي السكان في تلبقا 2019 نسمة، منهم 1015 رجل و1004 امرأة.

## التاريخ
قرية تلبقا من القرى القديمة، واسمها الأصلي «تل بقا»، حيث وردت بهذا الاسم في قوانين ابن مماتي وفي تحفة الإرشاد من أعمال حوف رمسيس، وفي التحفة السنية لابن الجيعان في أعمال البحيرة، وحُرّف اسمها في تاريخ سنة 1228هـ/1813م إلى تلبقا.